# Auguste Gaspard Louis Desnoyers

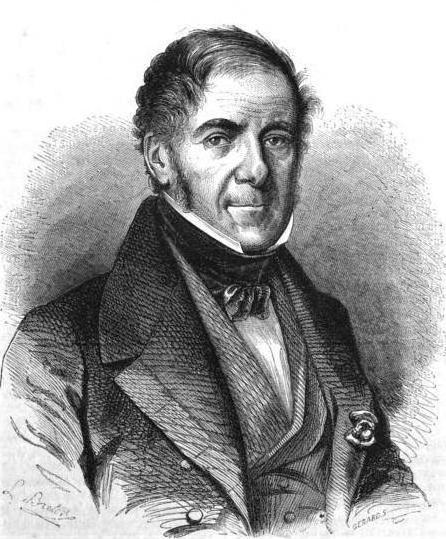
Auguste Gaspard Louis Desnoyers

Auguste Gaspard Louis Desnoyers (eigentl. Boucher-Desnoyers, * 19. Dezember 1779 in Paris; † 16. Februar 1857 ebenda) war ein französischer Kupferstecher.
Desnoyers studierte ab 1791 unter anderem bei Guillaume Guillon-Lethière und arbeitete ab 1799 im Atelier von Pierre Alexandre Tardieu.
Desnoyers beeinflusste den späteren Professor und Direktor der Akademie der Bildenden Künste Nürnberg, Albert Christoph Reindel, als dieser ebenfalls in Paris arbeitete.
Desnoyers stach seine Werke hauptsächlich nach Raffael. Seinen Ruf begründete er 1804 mit dem Kupferstich von Raffaels Madonna im Louvre, genannt La belle jardinière. Zu seiner Zeit hochgerühmt war das von ihm nach François Gérard gestochene Bild von Napoléon Bonaparte im Krönungsornat (1808), das zur Verteilung an fremde Fürsten bestimmt war. 1825 wurde er zum ersten Kupferstecher des Königs Karl X. ernannt, 1828 zum Baron Desnoyers geadelt. Am 24. Januar 1855 wurde er in den preußischen Orden Pour le Mérite aufgenommen.
Desnoyers gab unter dem Titel Recueil d’estampes gravées d’après des peintures antiques italiennes, etc. eine Sammlung von Kupferstichen nach antiken Gemälden, Bildern italienischer Meister, heraus, nach Zeichnungen, die er 1818 und 1819 in Italien angefertigt hatte (34 Blätter, Paris 1821).

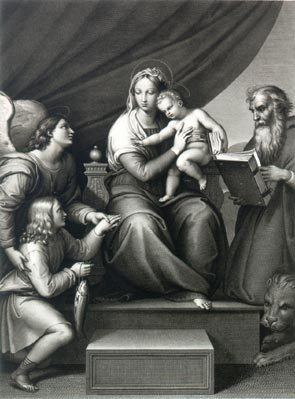
Madonna del Pesce, nach Raffael (1822)
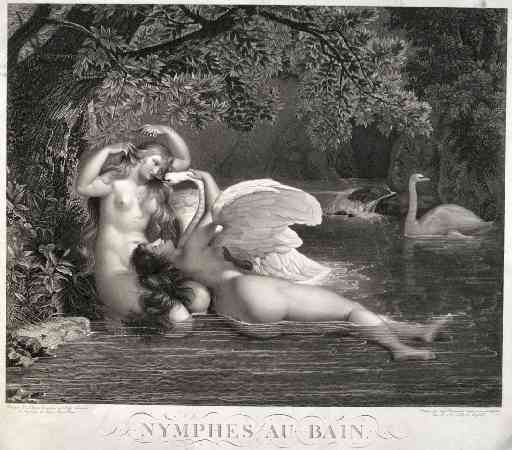
Badende Nymphen, nach Guillaume Guillon-Lethière (1830)
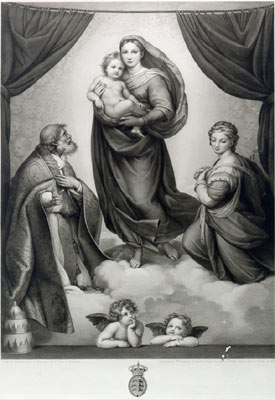
Sixtinische Madonna, nach Raffael (1841)
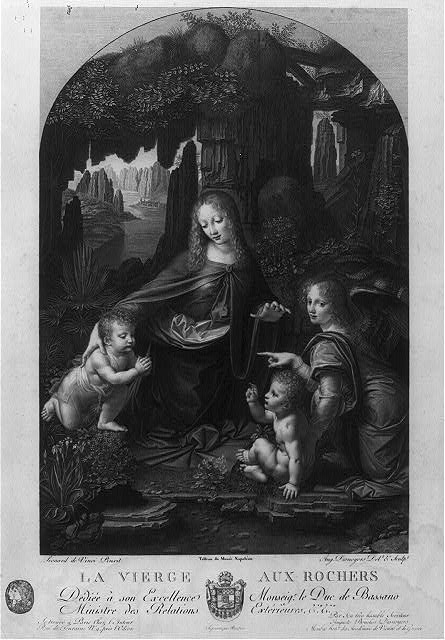
Felsgrottenmadonna, nach Leonardo da Vinci